# Yamaha Guitars
Yamaha Guitars es el nombre de la empresa japonesa encargada de la creación y posterior distribución de elementos e instrumentos musicales a todo el mundo; en concreto, es altamente reconocida por sus guitarras.

## Historia
La historia de la Corporación Yamaha comienza en 1887, cuando la empresa entró en el mundo de la venta musical a partir de la fabricación de órganos musicales. Después de la Segunda Guerra Mundial, la empresa se vio obligada a usar sus conocimientos en la industria para mantenerse viva a partir de la elaboración de motocicleta. Posteriormente la empresa siguió creciendo año tras año elaborando diversos elementos musicales; hoy en día es una fabricante de instrumentos musicales a nivel mundial y cuya extensión se ha alargado por todo el mundo, ejemplo de esto es la elaboración de sus sucursales en Reino Unido y Alemania durante los años 2007 y 2008, haciendo que en este momento se reconociera su superioridad en calidad y artesanía frente a sus competidoras. 
Ya en el año 2007 recibió el premio al Mejor Producto del Año gracias a su piano Yamaha YPG-625.

## Productos
Entre los productos cuya dicha empresa distribuye en la actualidad se encuentran pianos, órgano musical, guitarra,  instrumento de percusión y de viento, mesas mezcladoras, software de elaboración (estos últimos distribuidos desde el año 2003) e incluso la elaboración de vehículo durante su etapa en la Segunda Guerra Mundial, que incluye la elaboración actual de carros de golf.
Como curiosidad, la marca tiene un equipo de rugby con el nombre de Yamaha Júbilo y que milita en la liga japonesa.

## Modelos

### Guitarras Acústicas

#### Guitarras Sajonas
- Yamaha APX
- Yamaha APXT2
- Yamaha CPX
- Yamaha CSF
- Yamaha Serie A
- Yamaha Serie L
- Yamaha Storia
- Yamaha FG

#### Guitarras Españolas
- Yamaha C/ CX
- Yamaha CG
- Yamaha CG / CGX
- Yamaha CS
- Yamaha Guitalele

### Guitarras eléctricas
- Yamaha Revstar
- Yamaha SG
- Yamaha Pacifica
- Yamaha RGX

### Bajos Eléctricos
- Yamaha Attitude
- Yamaha BBNE2
- Yamaha Serie BB
- Yamaha TRBX
- Yamaha TRB